# Dzūkisch

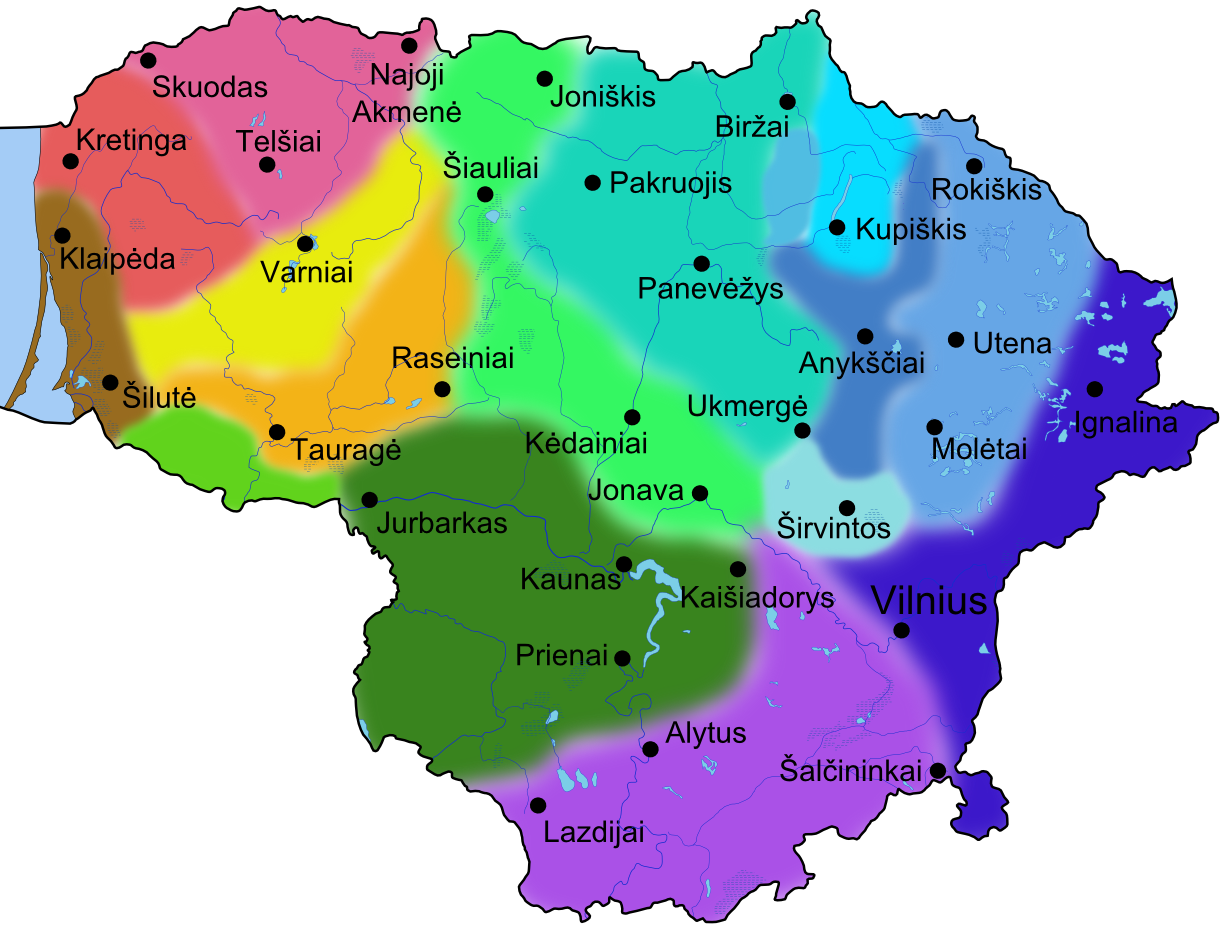
Mundarten der litauischen Sprache:
Südaukštaitischer (oder dzūkischer) Subdialekt

Dzūkisch, dzukisch (lit-sau); (litauisch dzūkų tarmė) oder Südaukschtaitisch (pietų aukštaičių tarmė) ist ein südlicher Unterdialekt (Mundart) des aukschtaitischen Dialekts der litauischen Sprache, der hauptsächlich in der Region Dzūkija (Dainava), dem südlichen Teil Litauens, gesprochen wird. Für das Dzūkische ist der Wandel von /d/, /t/ zu [dz], [ts] in bestimmten Positionen charakteristisch, z. B. Dzievas statt Dievas ‚Gott‘. Dzūkisch sprechen die Dzūken (Südaukštaiten). Dzūkisch hat in vielen Orten eigene Varianten, z. B., Alytus, Druskininkai, Šventdubrė, Lazdijai, Merkinė.